# Liste des aéroports aux Émirats arabes unis
Cette liste recense les aéroports aux Émirats arabes unis, classés par lieu.

## Aéroports
| Ville               | Émirat         | OACI | AITA | Aéroport                                                                      | Coordonnées                  |
| ------------------- | -------------- | ---- | ---- | ----------------------------------------------------------------------------- | ---------------------------- |
| Abu Dhabi           | Abu Dhabi      | OMAA | AUH  | Abu Dhabi International Airport                                               | 24° 25′ 59″ N, 54° 39′ 04″ E |
| Abu Dhabi           | Abu Dhabi      | OMAD | AZI  | Al Bateen Executive Airport                                                   | 24° 25′ 42″ N, 54° 27′ 29″ E |
| Al Ain              | Abu Dhabi      | OMAL | AAN  | Aéroport international d'Al-Aïn                                               | 24° 15′ 42″ N, 55° 36′ 33″ E |
| Al Dhafra           | Abu Dhabi      | OMAM | DHF  | Base aérienne Al Dhafra                                                       | 24° 14′ 54″ N, 54° 32′ 42″ E |
| Al Futaisi          | Abu Dhabi      | OMAF |      | Futaysi Airport                                                               | 24° 22′ 44″ N, 54° 18′ 58″ E |
| Al Jazirah Al Hamra | Ras al-Khaimah | OMRJ |      | Al Jazeirah Airport                                                           | 25° 39′ 55″ N, 55° 46′ 27″ E |
| Arzanah             | Abu Dhabi      | OMAR |      | Arzanah Airport                                                               | 24° 46′ 51″ N, 52° 33′ 35″ E |
| Buhasa              | Abu Dhabi      | OMAB |      | Buhasa Airport                                                                | 23° 35′ 59″ N, 53° 22′ 46″ E |
| Charjah             | Charjah        | OMSJ | SHJ  | Aéroport international de Charjah                                             | 25° 19′ 43″ N, 55° 31′ 02″ E |
| Île de Dalma        | Abu Dhabi      | OMDL | ZDY  | Aéroport de l'île de Dalma (en),                                              | 24° 30′ 11″ N, 52° 20′ 09″ E |
| Île de Das          | Abu Dhabi      | OMAS |      | Aéroport de l'île de Das (en)                                                 | 25° 08′ 30″ N, 52° 52′ 20″ E |
| -                   | Abu Dhabi      | OM11 |      | Abu Dhabi Northeast Airport                                                   | 24° 31′ 08″ N, 54° 58′ 48″ E |
| Dubai               | Dubai          | OMDB | DXB  | Dubai International Airport                                                   | 25° 15′ 10″ N, 55° 21′ 52″ E |
| Dubai               | Dubai          | OMDM | NHD  | Al Minhad Air Base                                                            | 25° 01′ 37″ N, 55° 21′ 58″ E |
| Dubai               | Dubai          | OMDW | DWC  | Aéroport international Al Maktoum (Dubai World Central International Airport) | 24° 55′ 06″ N, 55° 10′ 32″ E |
| Fujaïrah            | Fujaïrah       | OMFJ | FJR  | Aéroport international de Fujaïrah                                            | 25° 06′ 44″ N, 56° 19′ 27″ E |
| Jebel Dhana         | Abu Dhabi      | OMAJ |      | Aéroport de Jebel Dhana (en)                                                  | 24° 10′ 55″ N, 52° 37′ 25″ E |
| Qarnayn             | Abu Dhabi      | OMAQ |      | Qarnayn Airport                                                               | 24° 56′ 00″ N, 52° 51′ 00″ E |
| Ras al-Khaimah      | Ras al-Khaimah | OMRK | RKT  | Ras Al Khaimah International Airport                                          | 25° 36′ 48″ N, 55° 56′ 20″ E |
| Ras al-Khaimah      | Ras al-Khaimah | OMRS |      | Al Saqr Field Airport                                                         | 25° 36′ 48″ N, 55° 57′ 34″ E |
| Sir Bani Yas        | Abu Dhabi      | OMBY | XSB  | Sir Bani Yas Airport                                                          | 24° 16′ 56″ N, 52° 34′ 56″ E |
| Zirku               | Abu Dhabi      | OMAZ |      | Zirku Airport                                                                 | 24° 51′ 48″ N, 53° 04′ 33″ E |

## Localisations
| \| 50 km1:5 270 000 \| Abou Dabi Al-Aïn Al Maktoum Dalma Dubaï Ras el Khaïmah Charjah Al Dhafra Al Minhad Sir Bani Yas Fujaïrah |
| 50 km1:5 270 000 |